# Macrodontia
Macrodontia es un género de escarabajos longicornios de la subfamilia de los prioninos. Tienen mandíbulas poderosas. Fue descrito como originario de Sudamérica, pero las 11 especies conocidas están en un rango que comprende desde Guatemala (o tal vez el sur de México) hasta Argentina.

## Especies
Este género incluye las siguientes especies:
- Macrodontia batesi Lameere, 1912
- Macrodontia castroi Marazzi, 2008
- Macrodontia cervicornis Linnaeus, 1758
- Macrodontia crenata Olivier, 1795
- Macrodontia dejeani Gory, 1839
- Macrodontia flavipennis Chevrolat, 1833
- Macrodontia itayensis Simoëns, 2006
- Macrodontia jolyi Bleuzen, 1994
- Macrodontia marechali Bleuzen, 1990
- Macrodontia mathani Pouillaude, 1915
- Macrodontia zischkai Tippmann, 1960